# Campionato mondiale di beach soccer 2025
Il campionato mondiale di beach soccer 2025 (ufficialmente FIFA Beach Soccer World Cup 2025) è stato la 13ª edizione del torneo organizzato dalla FIFA. La competizione si è svolta dall'1 all'11 maggio 2025 a Victoria, nelle Seychelles.
Il titolo è stato vinto dal Brasile, al suo settimo titolo mondiale.

## Squadre partecipanti
| Confederazione                                        | Torneo di qualificazione                | Qualificate | Pres. | Ult. | Miglior risultato                             |
| ----------------------------------------------------- | --------------------------------------- | ----------- | ----- | ---- | --------------------------------------------- |
| AFC (Asia)                                            | AFC Beach Soccer Championship 2025      | Iran        | 9ª    | 2024 | 3º posto (2017, 2024)                         |
| AFC (Asia)                                            | AFC Beach Soccer Championship 2025      | Giappone    | 13ª   | 2024 | 2º posto (2021)                               |
| AFC (Asia)                                            | AFC Beach Soccer Championship 2025      | Oman        | 6ª    | 2024 | Fase a gironi (2011, 2015, 2019, 2021, 2024)  |
| CAF (Africa)                                          | Nazione ospitante                       | Seychelles  | 1ª    | /    | Esordiente                                    |
| CAF (Africa)                                          | Coppa delle nazioni africane 2024       | Mauritania  | 1ª    | /    | Esordiente                                    |
| CAF (Africa)                                          | Coppa delle nazioni africane 2024       | Senegal     | 10ª   | 2024 | 4º posto (2021)                               |
| CONCACAF (America Centrale, Settentrionale e Caraibi) | CONCACAF Beach Soccer Championship 2025 | El Salvador | 6ª    | 2021 | 4º posto (2011)                               |
| CONCACAF (America Centrale, Settentrionale e Caraibi) | CONCACAF Beach Soccer Championship 2025 | Guatemala   | 1ª    | /    | Esordiente                                    |
| CONMEBOL (Sud America)                                | Copa América 2025                       | Brasile     | 13ª   | 2024 | Campione (2006, 2007, 2008, 2009, 2017, 2024) |
| CONMEBOL (Sud America)                                | Copa América 2025                       | Paraguay    | 6ª    | 2021 | Quarti di finale (2017)                       |
| CONMEBOL (Sud America)                                | Copa América 2025                       | Cile        | 1ª    | /    | Esordiente                                    |
| OFC (Oceania)                                         | Coppa delle nazioni oceaniane 2024      | Tahiti      | 8ª    | 2024 | 2º posto (2015, 2017)                         |
| UEFA (Europa)                                         | Qualificazioni europee 2025             | Bielorussia | 4ª    | 2024 | 4º posto (2024)                               |
| UEFA (Europa)                                         | Qualificazioni europee 2025             | Italia      | 10ª   | 2024 | 2º posto (2008, 2019, 2024)                   |
| UEFA (Europa)                                         | Qualificazioni europee 2025             | Portogallo  | 12ª   | 2024 | Campione (2015, 2019)                         |
| UEFA (Europa)                                         | Qualificazioni europee 2025             | Spagna      | 10ª   | 2024 | 2º posto (2013)                               |

## Fase a gironi

### Gruppo A
| Squadra     | P.ti | G | V | V+ | Vr | P | GF | GS | DR  |
| ----------- | ---- | - | - | -- | -- | - | -- | -- | --- |
| Bielorussia | 9    | 3 | 3 | 0  | 0  | 0 | 24 | 9  | +15 |
| Giappone    | 6    | 3 | 2 | 0  | 0  | 1 | 19 | 10 | +9  |
| Guatemala   | 3    | 3 | 1 | 0  | 0  | 2 | 9  | 21 | -12 |
| Seychelles  | 0    | 3 | 0 | 0  | 0  | 3 | 8  | 20 | -12 |

| Arbitro: | Özcan Sultanoğlu |

|                             |           |                                                                  |
| Marroquin 2’ M. Gonzalez 3’ | Marcatori | 2’ Matsuda 11’, 35’ Tsuboya 28’ Furusato 29’ Akaguma 32’ Moreira |

| Arbitro: | Gonzalo Carballo |

|                                        |           |                                                             |
| De Ketelaere 5’ Labrosse 15’ Amade 10’ | Marcatori | 11’, 14’, 22’ Drozd 15’ Ryabko 32’ Bryshtsel 35’ Chaikouski |

| Arbitro: | Hamdi Bchir |

|                                |           |                                                     |
| Suzuki 16’ Oba 26’ Moreira 29’ | Marcatori | 6’, 19’, 23’ Novikau 21’ Hapon 26’ Bokach 35’ Drozd |

| Arbitro: | Fallah Al Balushi |

|                                      |           |                              |
| Labrosse 4’ De Ketelaere 6’ Amade 9’ | Marcatori | 8’, 9’, 11’, 25’ M. Gonzalez |

| Arbitro: | Louis Siave |

|                                                                                                 |           |                                          |
| Hapon 6’ Ryabko 12’, 16’, 32’, 33’ Bryshtsel 14’, 24’, 27’, 31’ Ustsinovich 20’ Bokach 22’, 26’ | Marcatori | 27’ Crocker 28’ Montepeque 30’ Marroquin |

| Arbitro: | Saverio Bottalico |

|                                                                                        |           |               |
| Oba 10’, 26’ Akaguma 12’, 14’, 17’, 34’ Eguro 19’ Tsuboya 19’ Matsumoto 23’ Suzuki 24’ | Marcatori | 11’, 16’ Bibi |

### Gruppo B
| Squadra    | P.ti | G | V | V+ | Vr | P | GF | GS | DR |
| ---------- | ---- | - | - | -- | -- | - | -- | -- | -- |
| Portogallo | 9    | 3 | 3 | 0  | 0  | 0 | 26 | 18 | +8 |
| Iran       | 6    | 3 | 2 | 0  | 0  | 1 | 15 | 12 | +3 |
| Paraguay   | 3    | 3 | 1 | 0  | 0  | 2 | 19 | 21 | -2 |
| Mauritania | 0    | 3 | 0 | 0  | 0  | 3 | 13 | 22 | -9 |

| Arbitro: | Vitalij Gomolko |

|                                 |           |                                                            |
| Belkheir 9’, 20’, 35’ Bilal 33’ | Marcatori | 5’ Mirshekari 7’ Mohammadpour 9’ Shir 12’, 16’ M. Mokhtari |

| Arbitro: | Yuichi Hatano |

| |           |                                                                                         |
| Coimbra 2’ Brilhante 4’ Pintado 4’, 16’, 27’ Lourenco 9’, 14’ L. Martins 16’ B. Martins 25’, 27’, 31’ | Marcatori | 4’ Carballo 10’ Benitez 19’, 33’ Rolon 29’ N. Medina 33’, 34’ Barrios 34’, 36’ Martinez |

| Arbitro: | Vladimir Tashkov |

|               |           |                                                             |
| M. Medina 20’ | Marcatori | 2’ Mohammadpour 4’ Mirjalili 23’ Nazem 30’ Shir 36’ Masoumi |

| Arbitro: | Aurélien Planchais-Godefroy |

|                                       |           |                                                                                   |
| Bilal 12’ Salem 22’, 35’ Belkheir 36’ | Marcatori | 6’ Mano 11’ Tim 14’ Jordan 15’ L. Martins 18’, 23’ Lourenco 19’ Pintado 22’ Lopes |

| Arbitro: | Alejandro Ojaos |

| |           |                                           |
| Ovelar 4’ V. Benitez 5’, 34’ N. Medina 21’, 32’ M. Medina 25’ Martinez 28’ J. Benitez 29’ Barrios 35’ | Marcatori | 4’ Bilal 6’, 18’, 34’ Belkheir 27’ Diallo |

| Arbitro: | Mariano Romo |

|                                                               |           |                                                                          |
| Nazarzadeh 3’, 33’ Amiri 11’ M. Mokhtari 26’ Mohammadpour 33’ | Marcatori | 10’, 18’ Lourenco 15’ Coimbra 18’ Jordan 20’, 25’ B. Martins 30’ Pintado |

### Gruppo C
| Squadra | P.ti | G | V | V+ | Vr | P | GF | GS | DR  |
| ------- | ---- | - | - | -- | -- | - | -- | -- | --- |
| Senegal | 9    | 3 | 3 | 0  | 0  | 0 | 17 | 7  | +10 |
| Spagna  | 6    | 3 | 2 | 0  | 0  | 1 | 13 | 9  | +4  |
| Cile    | 3    | 3 | 1 | 0  | 0  | 2 | 12 | 17 | -5  |
| Tahiti  | 0    | 3 | 0 | 0  | 0  | 3 | 12 | 21 | -9  |

| Arbitro: | Ramadhani Ndayisaba |

|                                                                         |           |                                                      |
| Albuerno 3’ San Martin 8’ Tobar 15’ Duran 18’ Opazo 22’, 34’ Bacian 23’ | Marcatori | 4’, 7’, 17’ Salem 18’, 35’ Tinirauarii 36’ Terorotua |

| Arbitro: | Aecio Fernandez |

|           |           |                                          |
| Mayor 31’ | Marcatori | 12’ Thiaw 13’ N'Diaye 27’ Fall 31’ Sylla |

| Arbitro: | Vitalij Gomolko |

|                                   |           |                                                           |
| Taiarui 7’ Chan-Kat 12’ Paama 14’ | Marcatori | 3’, 33’ Sylla 19’, 35’ Mamour Diagne 23’ Gadiaga 31’ Faye |

| Arbitro: | Jorge Moran |

|                                  |           |                         |
| Batis 4’, 28’ Chiky 6’ Kuman 10’ | Marcatori | 6’ San Martin 36’ Araya |

| Arbitro: | Vladimir Tashkov |

|                                                                |           |                               |
| Mandione Diagne 2’, 21’ Fall 8’, 17’ Diatta 14’, 35’ Thiaw 33’ | Marcatori | 15’, 33’ Tobar 34’ San Martin |

| Arbitro: | Jorge Gomez |

|                                            |           |                                                                             |
| Tinirauarii 20’ Chiky 21’ (aut.) Salem 36’ | Marcatori | 11’, 27’ Saghdani 19’ Ardil 20’, 29’ Batis 21’ Juanmi 21’ Chiky 36’ Galindo |

### Gruppo D
| Squadra     | P.ti | G | V | V+ | Vr | P | GF | GS | DR  |
| ----------- | ---- | - | - | -- | -- | - | -- | -- | --- |
| Brasile     | 9    | 3 | 3 | 0  | 0  | 0 | 16 | 3  | +13 |
| Italia      | 6    | 3 | 2 | 0  | 0  | 1 | 13 | 6  | +7  |
| Oman        | 1    | 3 | 0 | 0  | 1  | 2 | 9  | 22 | -13 |
| El Salvador | 1    | 3 | 0 | 0  | 0  | 3 | 5  | 12 | -7  |

| Arbitro: | Mariano Romo |

|                                                                            |           |                                                          |
| Fazzini 1’ Zurlo 5’ Bertacca 17’ Genovali 19’ Remedi 30’ Gentilin 31’, 32’ | Marcatori | 9’ Al Bulushi 10’, 31’ Al Muraiki 24’ Musallam Al Araimi |

| Arbitro: | Ibrahim Alraeesi |

|                                  |           |           |
| Rodrigo 6’ Thanger 27’ Lucão 29’ | Marcatori | 13’ Ramos |

| Arbitro: | Sérgio Soares |

|                                                                                         |                      |                                                  |
| Musallam Al Araimi 1’ Al Muraiki 20’ S. Al Oraimi 30’ Al Bulushi 34’                    | Marcatori            | 8’ Cerna 18’ Batres 24’ Castro 30’ Velasquez     |
| Musallam Al Araimi Mushel Al Araimi Al Muraiki Al Bulushi Al Zadjali Al Owaisi Al Sauti | Tiri di rigore 7 – 6 | Velasquez Ruiz Ramos Castro Gonzalez Cerna Elmer |

| Arbitro: | Łukasz Ostrowski |

|                     |           |             |
| Mauricinho 11’, 33’ | Marcatori | 14’ Fazzini |

| Arbitro: | Nayim Kosinov |

|  |           |                                                      |
|  | Marcatori | 9’, 21’ Genovali 12’ Bertacca 24’ Gentilin 30’ Zurlo |

| Arbitro: | Juan Angeles |

|                |           | |
| Al Bulushi 33’ | Marcatori | 2’ Hulk 2’ Rodrigo 4’ Thanger 10’, 30’ Brendo 25’, 36’ Benjamin Jr. 25’, 34’, 36’ Catarino 35’ Mauricinho |

## Fase a eliminazione diretta

### Tabellone
|  | Quarti di finale | Quarti di finale |             |            | Semifinali                | Semifinali                |  |  | Finale    | Finale |
|  |                  |                  |             |            |                           |                           |  |  |           |        |
|  | 8 maggio         |                  |             |            |                           |                           |  |  |           |        |
|  |                  |                  |             |            |                           |                           |  |  |           |        |
|  | Bielorussia      | 4                |             |            |                           |                           |  |  |           |        |
|  | Bielorussia      | 4                | 10 maggio   |            |                           |                           |  |  |           |        |
|  | Iran             | 3                |             |            |                           |                           |  |  |           |        |
|  | Iran             | 3                | Bielorussia | 5          |                           |                           |  |  |           |        |
|  | 8 maggio         |                  | Bielorussia | 5          |                           |                           |  |  |           |        |
|  |                  | Senegal          | 2           |            |                           |                           |  |  |           |        |
|  | Senegal          | Senegal          | 2           | 4          |                           |                           |  |  |           |        |
|  | Senegal          |                  | 11 maggio   | 4          |                           |                           |  |  |           |        |
|  | Italia           | 3                |             |            |                           |                           |  |  |           |        |
|  | Italia           | 3                | Bielorussia | 3          |                           |                           |  |  |           |        |
|  | 8 maggio         |                  | Bielorussia | 3          |                           |                           |  |  |           |        |
|  |                  | Brasile          | 4           |            |                           |                           |  |  |           |        |
|  | Portogallo       | Brasile          | 4           | 7          |                           |                           |  |  |           |        |
|  | Portogallo       | 10 maggio        |             | 7          |                           |                           |  |  |           |        |
|  | Giappone         | 6                |             |            |                           |                           |  |  |           |        |
|  | Giappone         | 6                | Portogallo  | 2          | Finale per il terzo posto | Finale per il terzo posto |  |  |           |        |
|  | 8 maggio         |                  | Portogallo  | 2          | Finale per il terzo posto | Finale per il terzo posto |  |  |           |        |
|  |                  | Brasile          | 4           |            |                           |                           |  |  |           |        |
|  | Brasile          | Brasile          | 4           | 6          | Senegal                   | 2                         |  |  |           |        |
|  | Brasile          |                  |             | 6          | Senegal                   | 2                         |  |  |           |        |
|  | Spagna           | 0                |             | Portogallo | 3                         |                           |  |  |           |        |
|  | Spagna           | 0                |             |            | 3                         |                           |  |  |           |        |
|  |                  |                  |             |            |                           |                           |  |  | 11 maggio |        |
|  |                  |                  |             |            |                           |                           |  |  |           |        |

### Quarti di finale
| Arbitro: | Sérgio Soares |

|                                              |           |                                   |
| Bryshtsel 18’, 27’ Hardzetski 27’ Ryabko 29’ | Marcatori | 12’, 32’ Masoumi 36’ Mohammadpour |

| Arbitro: | Vladimir Tashkov |

|                                                                  |           |                                                          |
| Jordan 3’, 30’, 34’ Pintado 7’, 35’ Brilhante 24’ B. Martins 26’ | Marcatori | 6’ Suzuki 18’ Oba 28’ Matsuda 30’ Kawai 30’, 34’ Moreira |

| Arbitro: | Mariano Romo |

|                                          |           |                                    |
| Mamour Diagne 1’, 39’ Thiaw 20’ Faye 26’ | Marcatori | 15’ Fazzini 18’ Zurlo 22’ Marchesi |

| Arbitro: | Gonzalo Carballo |

|                                                                    |           |  |
| Rodrigo 5’, 6’ Benjamin Jr. 14’ Catarino 33’ Teleco 35’ Filipe 36’ | Marcatori |  |

### Semifinali
| Arbitro: | Yuichi Hatano |

|                                                     |           |                           |
| Avgustov 3’ Bryshtsel 15’, 24’ Hapon 16’ Bokach 35’ | Marcatori | 9’ Fall 27’ Mamour Diagne |

| Arbitro: | Łukasz Ostrowski |

|                       |           |                                                 |
| Lopes 8’ Lourenco 19’ | Marcatori | 13’ Thanger 16’ Filipe 28’ Rodrigo 32’ Catarino |

### Finale 3º posto
| Arbitro: | Mariano Romo |

|                    |           |                                             |
| Diatta 3’ Fall 31’ | Marcatori | 26’ (aut.) Gadiaga 32’ Coimbra 34’ Lourenco |

### Finale
| Arbitro: | Aecio Fernandez |

|                               |           |                                        |
| Novikau 7’ Bryshtsel 29’, 30’ | Marcatori | 2’ Lucão 13’, 35’ Rodrigo 13’ Catarino |

## Statistiche

### Classifica marcatori
11 goal
- Ihar Bryshtsel

7 goal
- Rodrigo
- Cheikh Belkheir
- Andre Lourenco
- Miguel Pintado

6 goal
- Anatoliy Ryabko
- Catarino
- Be Martins

5 goal
- Takuya Akaguma
- Miguel Gonzalez
- Jordan
- Mamour Diagne
- Sidy Fall

4 goal
- Vadzim Bokach
- Artsemi Drozd
- Yahueni Novikau
- Ozu Moreira
- Takaaki Oba
- Movahed Mohammadpour
- Soleiman Batis
- Heirauarii Salem

3 goal
- Aleh Hapon
- Benjamin Jr.
- Mauricinho
- Thanger
- Diego San Martin
- Hector Tobar
- Masato Suzuki
- Ryota Tsuboya
- Mohammad Masoumi
- Mohammadali Mokhtari
- Tommaso Fazzini
- Gianmarco Genovali
- Josep Junior Gentilin
- Emmanuele Zurlo
- Ahmedou Bilal
- Sami Al Bulushi
- Yahya Al Muraiki
- Thiago Barrios
- Valentin Benitez
- Mathias Martinez
- Nestor Medina
- Coimbra
- Ninou Diatta
- Mamadou Sylla
- Sanou Laye Thiaw
- Roonui Tinirauarii

2 goal
- Brendo
- Filipe
- Lucão
- Diego Opazo
- Kosuke Matsuda
- Berny Marroquin
- Mohammadali Nazarzadeh
- Mahdi Shir
- Luca Bertacca
- Hamdy Salem
- Musallam Al Araimi
- Milciades Medina
- Yoao Rolon
- Ruben Brilhante
- Bernardo Lopes
- Leo Martins
- Mandione Diagne
- Ousseynou Faye
- Terrence Amade
- Lienal Bibi
- Remy De Ketelaere
- Brandon Labrosse
- Chiky
- Ramy Saghdani

1 goal
- Mikhail Avgustov
- Mikita Chaikouski
- Yahor Hardzetski
- Uladzimir Ustsinovich
- Edson Hulk
- Teleco
- Andres Albuerno
- Matias Araya
- Gabriel Bacian
- Daniel Duran
- José Batres
- Andersson Castro
- Emerson Cerna
- Heber Ramos
- Frank Velasquez
- Chikara Eguro
- Takeru Furusato
- Yusuke Kawai
- Ken Matsumoto
- Pablo Crocker
- Erick Montepeque
- Reza Amiri
- Seyed Mirjalili
- Ali Mirshekari
- Ali Nazem
- Camillo Marchesi
- Alessandro Remedi
- Mohamed Diallo
- Salim Al Oraimi
- Jhovanny Benitez
- Carlos Carballo
- Carlos Ovelar
- Pedro Mano
- Tim
- Seydina Gadiaga
- Al Seyni N'Diaye
- David Ardil
- Roberto Galindo
- Juanmi
- Kuman
- Antonio Mayor
- Gervais Chan-Kat
- Matatia Paama
- Heimaru Taiarui
- Heimaru Terorotua

Autoreti
- Seydina Gadiaga (1, pro  Portogallo)
- Chiky (1, pro  Tahiti)